# Tablettes
Les Tablettes sont un sommet du massif du Jura culminant à 1 291 m d'altitude.

## Toponymie
Plusieurs appellations sont attestées. La carte Siegfried indique Sur Tablettes (1903), la carte topographique fédérale entre 1952 et 1982 indique Les Tablettes. Depuis seul Tablettes est mentionné.

## Géographie
Les Tablettes se situent dans le canton de Neuchâtel, dans la région Littoral sur le territoire de la commune de Rochefort. Ce sommet domine au sud les gorges de l'Areuse, à l'ouest les villages de Rochefort et de Chambrelien, au nord le col de la Tourne.

## Géologie
Le sommet des Tablettes est formé de roches calcaires faisant partie de la formation géologique de Reuchenette,.